# Noah Igbinoghene
(en) Statistiques sur pro-football-reference
Noah Igbinoghene, né le 27 novembre 1999 à Trussville en Alabama, est un sportif professionnel américano-nigérien de football américain jouant au poste de cornerback dans la National Football League (NFL) depuis la saison 2020 et pour la franchise des Commanders de Washington depuis la saison 2024.
Il a joué au football américain universitaire pour les Tigers de l'université d'Auburn dans la NCAA Division I FBS pendant trois saisons avant d'être sélectionné par la franchise des Dolphins de Miami lors du premier tour de la draft 2020. Après trois saisons, il rejoint les Cowboys de Dallas en 2023 et les Commanders de Washington dès 2024.

## Biographie

### Jeunesse
Igbinoghene est d'origine nigériane où il a vécu une partie de sa vie. Ses deux parents, Festus Igbinoghene et Faith Idehen, ont pratiqué l'athlétisme, sa mère étant médaillée olympique.
Igbinoghene étudie au lycée Hewitt-Trussville (en) à Trussville dans l'Alabama. Il y joue au football américain au poste de wide receiver.

### Carrière universitaire
Igbinoghene intègre l'université d'Auburn où il joue pour les Tigers au niveau universitaire pendant trois saisons au sein de la NCAA Division I FBS,. Il y pratique également l'athlétisme dans les disciplines du saut en longueur et du triple saut, remportant huit titres de la Class 7A de l'Alabama State High School Athletic Association (ASHAA).
Il joue au poste de wide receiver lors de sa première saison de football américain. Il est replacé au poste de  cornerback avant le début de la saison 2018,. Il y devient de suite titulaire ainsi qu'en 2019. Il décide ensuite de se présenter à la draft 2020 de la NFL,, terminant sa carrière universitaire avec un bilan de 92 plaquages et une interception avec 2 touchdowns inscrits à la suite de retours de punt.

### Carrière professionnelle
| Taille               | Poids           | Bras           | Main          | Sprint   | Sprint   | Sprint   | Shuttle 20 yards | 3 cones drill | Détente         | Détente             | Développé couché | Test Wonderlic |
| Taille               | Poids           | Bras           | Main          | 40 yards | 10 yards | 20 yards | Shuttle 20 yards | 3 cones drill | verticale       | horizontale         | Développé couché | Test Wonderlic |
| 1,79 m (5 ft 10⅜ in) | 90 kg (198 lbs) | 81 cm (31¾ in) | 24 cm (9⅜ in) | 4,48 s   | -        | -        | -                | -             | 94 cm (37,0 in) | 3,25 m (10 ft 8 in) | 15               | -              |

#### Draft
Igbinoghene est sélectionné en 30e choix global lors du premier tour de la draft 2020 de la NFL par la franchise des Dolphins de Miami.

#### Dolphins de Maimi
Rookie, Igbinoghene participe aux 16 matchs de la saison régulière 2020 dont deux en tant que titulaire.
Le 23 octobre 2022, il réussit la première interception de sa carrière professionnelle, dans les dernières secondes du match gagné 16 à 10 contre les Steelers de Pittsburgh.

#### Cowboys de Dallas
Igbinoghene est échangé le 29 août 2023 aux Cowboys de Dallas contre Kelvin Joseph (en). 

#### Commanders de Washington
À la fin de la saison 2023, Igbinoghene signe en tant qu'agent libre avec les Commanders de Washington. Il y retrouve l'entraîneur principal Dan Quinn, qui était son coordinateur défensif à Dallas . À la suite de la grave blessure en 1re semaine du cornerback titulaire Emmanuel Forbes Jr. (en),  Igbinoghene devient titulaire au poste de nickelback à la place de Mike Sainristil, ce dernier reprenant le poste de Forbes. Igbinoghene reste ensuite titulaire malgré le retour de Forbes.
Le 18 mars 2025, Igbinoghene signe avec les Commanders une prolongation de contrat d'un an,.